# MNK Bjelovar
Malonogometni klub "Bjelovar" (MNK Bjelovar; Bjelovar) je futsal (malonogometni) klub iz Bjelovara, Bjelovarsko-bilogorska županija, Republika Hrvatska. 
 
U sezoni 2019./20. klub se natjecao u "2. HMNL - Zapad".  

## O klubu
MNK "Bjelovar" je osnovan u studenom 2016. Od sezone 2017./18. se natječe u "2. HMNL". 
 
Uz futsal, klub igra i druge inačice malog nogometa, pa je klub tako u srpnju 2020. godine osvojio Prvenstvo Hrvatske u "socca" malom nogometu".
 
Klub na starom "Partizanovom" organizira "Ljetnu školu futsala" za djecu.

## Uspjesi
2. HMNL
- prvak: 2023./24. (Centar)
- doprvak: 2017./18. (Sjever), 2019./20. (Zapad)

Prvenstvo Hrvatske u "socca" malom nogometu
- prvak: 2020.

## Plasmani po sezonama
| sezona    | rang     | liga             | poz.     | klubova u ligi | ut       | pob      | ner      | por      | gol+     | gol-     | bod      | doigravanje | napomena                               | izvori   |
| Bjelovar  | Bjelovar | Bjelovar         | Bjelovar | Bjelovar       | Bjelovar | Bjelovar | Bjelovar | Bjelovar | Bjelovar | Bjelovar | Bjelovar | Bjelovar    | Bjelovar                               | Bjelovar |
| --------- | -------- | ---------------- | -------- | -------------- | -------- | -------- | -------- | -------- | -------- | -------- | -------- | ----------- | -------------------------------------- | -------- |
| 2017./18. | II.      | 2. HMNL - Sjever | 2.       | 10             | 17       | 12       | 1        | 4        | 99       | 64       | 37       |             |                                        |          |
| 2018./19. | II.      | 2. HMNL - Zapad  | 3.       | 8              | 14       | 7        | 3        | 4        | 71       | 56       | 24       |             |                                        |          |
| 2019./20. | II.      | 2. HMNL - Zapad  | 2.       | 9              | 13       | 8        | 2        | 3        | 59       | 53       | 26       |             | liga prekinuta zbog pandemije COVID-19 |          |
|           |          |                  |          |                |          |          |          |          |          |          |          |             |                                        |          |
|           |          |                  |          |                |          |          |          |          |          |          |          |             |                                        |          |

## Vanjske poveznice
- Malonogometni klub "Bjelovar", facebook stranica
- crofutsal.com, MNK bjelovar
- zvono.eu, MNK BJELOVAR
- bjelovarac.hr, MNK BJELOVAR